# Liste der Monuments historiques in Villers-devant-Mouzon
Die Liste der Monuments historiques in Villers-devant-Mouzon führt die Monuments historiques in der französischen Gemeinde Villers-devant-Mouzon auf.

## Liste der Objekte
| Bezeichnung                          | Beschreibung | Standort                       | Kennzeichnung | Schutzstatus | Datum | Bild |
| ------------------------------------ | --- | ------------------------------ | ------------- | ------------ | ----- | ---- |
| Gemälde Heilige Theresa von Avila    | Ölfarbe auf Leinwand, 1851 von Anna Blanche Thérésine Béchet de Léocour                                              | in der Kirche St-Pierre (Lage) | PM08000872    | Inscrit      | 1974  |      |
| Gemälde Unterweisung Mariens         | Ölfarbe auf Leinwand, Ende der 1850er Jahre von Anna Blanche Thérésine Béchet de Léocour                             | in der Kirche St-Pierre (Lage) | PM08000871    | Inscrit      | 1974  |      |
| Skulptur Heilige Johanna von Orleans | Stein, farbig gefasst, 1920 von Henri Charlier                                                                       | in der Kirche St-Pierre (Lage) | PM08000687    | Classé       | 2007  |      |
| Kanzel                               | Holz, 18. Jahrhundert                                                                                                | in der Kirche St-Pierre (Lage) | PM08000868    | Inscrit      | 1974  |      |
| Gemälde Heiliger Ludwig              | Ölfarbe auf Leinwand, 1840er Jahre von Anna Blanche Thérésine Béchet de Léocour                                      | in der Kirche St-Pierre (Lage) | PM08000870    | Inscrit      | 1974  |      |
| Hauptaltar                           | Altartisch und Retabel: Holz, farbig gefasst, Kalkstein, 18. Jahrhundert; Gemälde Petrus: Ölfarbe auf Leinwand, 1861 | in der Kirche St-Pierre (Lage) | PM08000869    | Classé       | 1974  |      |